# Quadricellaria bocki
Quadricellaria bocki is een mosdiertjessoort uit de familie van de Quadricellariidae. De wetenschappelijke naam van de soort is voor het eerst geldig gepubliceerd in 1941 door Silén.